# とかげ座BL
座標:  22h 02m 43.3s, +42° 16′ 40″
とかげ座BL (BL Lacertae, BL Lac) は、大きな光度変化を示す活動銀河核 (AGN) である。クーノ・ホフマイスターにより1929年に発見されたが、当初は銀河系内の不規則型の変光星であると考えられていたため、変光星の命名規則に沿った名前が付けられている。1968年、この天体はデービッド・ダンラップ天文台で観測を行ったジョン・シュミットにより、光度変化の大きな電波源として同定された。また暗いながらもこの天体を取り巻く母銀河も発見された。1974年、Oke とジェームズ・E・ガンはこの天体の赤方偏移を測定し、後退速度 21,000 km/s、z=0.07 という値を導出した。
とかげ座BLは「とかげ座BL型天体」（BL Lac 天体）と呼ばれるブレーザーの代表的な天体である。この天体の可視光スペクトルには、クエーサーに特徴的な幅の広い輝線が存在しない。しかし稀に弱い輝線が存在することもある。
とかげ座BLの実視等級は、比較的短期間のうちに14等から17等まで変動する。天球上での座標は赤経  22h 02m 43.3s、赤緯 +42° 16′ 40″である。